# Partido MJS
El Partido MJS (Partido Multicultural por la Justicia Social) es un partido español fundado en abril de 2014 e inscrito en el Registro de Partidos Políticos el mismo año.

## Resultados electorales
En las elecciones municipales de 2015, el partido MJS se presentó al Ayuntamiento de Madrid obteniendo 787 votos resultando el partido 17º más votado de los 22 que concurrían. El MJS se presentó asimismo el 24 de mayo de 2015 a las elecciones municipales en Almería capital.